# Исаев, Игорь Васильевич

Игорь Васильевич Исаев (род. 13 апреля 1959 г., Калининград) — советский, российский художник-график, иллюстратор, дизайнер.

## Биография
Игорь Васильевич Исаев родился в городе Калининграде в семье рабочих.
Отец — Исаев Василий Титович (1933—1988) выходец из многодетной (5 сыновей, 2 дочери) крестьянской семьи в Белоруссии (Могилевская область, Шкловский район, деревня Комаровка). В Кенигсберг (Калининград) приехал жить в молодом возрасте, получил профессию электрика и работал бригадиром-электриком на судостроительном заводе «Янтарь».
Мать — Якунина Мария Лукьяновна (1929—2005), уроженка Смоленской области. Работала учителем русского языка и литературы в сельской школе, в более поздние годы жизни являлась служащей первой в Калининграде машиносчетной станции.
Игорь Васильевич в детстве закончил Калининградскую областную художественную школу. После окончания средней школы поступил на факультет дизайна и в 1981 году закончил Белорусский Государственный театрально-художественный институт БГТХИ (сегодня Белорусская Государственная Академия искусств БГАИ). По окончании учебы был распределен на Минский автомобильный завод в дизайн-группу. После службы в рядах вооруженных сил СССР в 1983 году, продолжил работу на том же заводе. В 1985 году Игорь Васильевич возвращается в родной город Калининград и начинает свой жизненный путь в новых реальностях. С этим возвращением произошли эмоциональные и культурологические переосмысления творческого пути. Переехав на родину, художник осмыслил новое пространство, его историческую базу и определил дальнейшее концептуальное творчество. Он вклинился в мета-историю региона, где осмыслил организм глубоких, сложных переплетений данной земли.

## Творческая деятельность
1990 - Автор знака Международной биеннале станковой графики «Калининград — Кёнигсберг»
1990, 1992, 1994 — Автор фирменного стиля и плакатов I, II, III Международных биеннале станковой графики «Калининград — Кёнигсберг»
1990, 1992, 1996, 1998 — участник Международной Биеннале станковой графики Калининград-Кёнигсберг, Калининградская художественная галерея
1992 — участник выставки произведений калининградских графиков. Равенсбург, Люнебург, Эллинген (Германия)
1993 — участник групповой выставки художников-графиков. Устка (Польша)
1994 — участник групповой выставки Калининградские и Кёнигсбергские художники чтят И.Канта, Калининградская художественная галерея Россия), Восточно-Прусский культурный центр, Эллинген, (Германия)
1994 — участник выставки, посвященной Дням немецкой культуры в Калининграде, Немецко-Русский Дом
1996 — участник Концептуально-этнографической выставки Ритуал формы в рамках IV Международной биеннале станковой графики «Калининград-Кёнигсберг», Калининградская художественная галерея
1998 — вступает в члены Союза художников России
1999 — участник выставки Art-Tranzit, Петрозаводск
2000 — участник VI Международной биеннале графики стран Балтийского моря «Калининград-Кёнигсберг», Калининградская художественная галерея
2001 — участник Групповой выставки калининградских художников, Посольство Германии (Москва), «Schpuren und Zeichen», Потсдам (Германия)
2002 — участник Арт-проекта «Метафизика связи», «Stein», Форт № 1, Калининград
2005 — участник совместной выставки литовских и калининградских графиков «Три К», Калининград
2006 — стипендиат Международной стипендии Дома Лукаса (Kuenstlerhaus Lukas) (Германия)
2007, 2008 — участник совместной выставки калининградских и литовских графиков, Клайпеда (Литва)
2011 — участник групповой выставки Калининград-Аренсхоп, г. Аренсхоп (Германия)
2011 — участник Международного ежегодного Салона Культурного Наследия (Salon International du Patrimoine Culturel) в качестве дизайнера мебели совместно с янтарно-краснодеревной мануфактурой «Емельянов»,  Лувр, Париж (Франция)
2011 — участник Международной ежегодной выставки дизайна «INDEX» — International Design Exhibition holding, в качестве дизайнера мебели совместно с янтарно-краснодеревной мануфактурой «Емельянов», Дубай, Объединённые Арабские Эмираты
2012 — участник выставки Big Boys Toys — Atlantis the Palm, в качестве дизайнера мебели совместно с янтарно-краснодеревной мануфактурой «Емельянов», (OAЭ)
2012 — участник экспозиции на Всероссийском Мебельном Саммите FIDEXPO в качестве дизайнера мебели совместно с янтарно-краснодеревной мануфактурой «Емельянов»
2013 — участник международного ежегодного Салона Культурного Наследия (Salon International du Patrimoine Culturel) в качестве дизайнера мебели совместно с янтарно-краснодеревной мануфактурой «Емельянов», Лувр, Париж (Франция)
2015 — Участие в международной выставке Salone del Mobile.Milano, в качестве дизайнера мебели совместно с янтарно-краснодеревной мануфактурой «Емельянов», Милан (Италия)

### Монументальные произведения
1996 - барельеф, посвященный Э. А. Т. Гофману для Калининградского государственного университета
1996 — копия барельефа (металл), посвященного Г. Клаассу для Калининградского зоопарка в честь его 100-летия

### Работы в области книжной графики
Иллюстрации к книге Э. А. Т. Гофман, избранное. (Калининградское книжное издательство, 1994 г.)

## Награды
1975 — Золотая медаль на Всесоюзной выставке учащихся художественных школ к 30-летию Победы над фашистской Германией, ВДНХ, Москва
1996 — Включен в реестр выдающихся художников-иллюстраторов, чье творчество будет отражено в академической фундаментальной истории русской культуры XX века, Институт мировой литературы Российской Академии наук, отдел иллюстрации, Москва
2010 — Почетная грамота Министерства культуры Калининградской области
2014 — Лауреат премии Правительства РФ в области культуры — за проект в области декоративно-прикладного искусства — создание коллекции уникальной мебели «Лувр» с применением авторской технологии инкрустации дерева янтарем